# Ring Utrecht
De Ring Utrecht is een ringweg in de stad Utrecht. Deze ringweg bevat het oudste knooppunt van Nederland, knooppunt Oudenrijn. De ringweg is volledig, maar bestaat slechts voor driekwart uit autosnelwegen: het noordelijke gedeelte is een autoweg met een aantal gelijkvloerse verkeerspleinen met verkeerslichten.
De Ring van Utrecht wordt ook weleens de rotonde van Nederland genoemd, vanwege zijn centrale ligging in Nederland. Vanaf de ring gaan er wegen in 7 richtingen en de Ring ligt langs de primaire noord-zuid-assen A2 en A27 en de oost-westas A12. De A28 begint bij de Ring Utrecht en vormt een directe verbinding met de noordelijke provincies.
De volgende wegen vormen de Ring Utrecht:
- Ring west, tussen de afrit Maarssen (6) en knooppunt Oudenrijn;

Dit deel heeft een bundel van 4 rijbanen, namelijk 2×2 stroken voor regioverkeer en 2×3 stroken voor doorgaand verkeer. Deze sectie bevat ook de 1,6 kilometer lange Leidsche Rijntunnel, die onder de wijk Leidsche Rijn ligt. Feitelijk worden alleen de buitenste rijbanen, dus die voor regionale verkeer, beschouwd als onderdeel van de Ring Utrecht. De maximumsnelheid is 100 km/h, zowel op de hoofd- als de parallelbanen.
- Ring zuid, tussen knooppunt Oudenrijn en knooppunt Lunetten via de Galecopperbrug;

Ook dit deel is ingedeeld met 2×2 rijstroken voor regioverkeer en 2×3 stroken voor doorgaand verkeer. De rijbanen voor regioverkeer zijn ingericht als 80 kilometerzone, als een poging om de gevolgen van de uitlaatgassen te beperken. Op de banen voor doorgaand verkeer is 100 km/h toegestaan. De Ring zuid is een van de meest intensief bereden stukken snelweg van Nederland met 200.000 passerende auto's per dag. Sinds de invoering van de 80 kilometerzone kent het hele stuk A12 dat de Ring Utrecht Zuid vormt, dus zowel de hoofd- als de parallelrijbanen, een permanente trajectcontrole.
- Ring oost, tussen knooppunt Lunetten en de afrit Ring Utrecht (31);

Bestaat voor het grootste deel uit 2×3 rijstroken met parallelbanen bij knooppunt Rijnsweerd. De maximumsnelheid is hier 100 km/h. Het gedeelte tussen knooppunt Lunetten en knooppunt Rijnsweerd telt sinds mei 2012 in totaal 10 rijstroken: 4 in zuidelijke richting en 6 in noordelijke.
- Ring noord, tussen de afrit van de A2 Maarssen (6) en de afrit van de A27 Utrecht-Noord (31);

De Ring Utrecht Noord (N230) is de verbindingsweg tussen de A2 en de A27 van Maarssen naar Groenekan. De Ring Utrecht Noord bestaat uit de Zuilense Ring, de Karl Marxdreef en de Albert Schweitzerdreef. Het gehele stuk is 2×2 rijstroken en is gedeeltelijk uitgevoerd met gelijkvloerse verkeerspleinen bij het deel langs de wijk Overvecht. Dit deel kent een maximumsnelheid van 70 km/h. Het overige deel, dat men de Zuilense Ring noemt, is uitgevoerd met vluchtstrook en ongelijkvloerse aansluitingen en hier is 100 km/h toegestaan. Er wordt al tijden een opwaardering van de zogenaamde Noordelijke Randweg Utrecht (NRU) overwogen, maar de plannen hiervoor zijn nog prematuur.

## Stadsring Utrecht
Naast de ringweg om de stad Utrecht, heeft Utrecht ook een stadsring in de bebouwde kom van de stad, waar de wijk-ontsluitingswegen op aansluiten. Deze weg is met name bedoeld voor bestemmingsverkeer in de stad Utrecht zelf en wordt daarom ook de stadsverdeelring genoemd. De stadsring is grotendeels met 2×2 rijstroken uitgevoerd en kent op enkele gedeeltes een maximumsnelheid van 70 km/h.
De stadsring Utrecht loopt langs Kanaleneiland over de Beneluxlaan, langs de Rivierenwijk over de Socrateslaan, langs het Hart van Hoograven over 't Goylaan, vervolgens over de Waterlinieweg langs Stadion Galgenwaard en vervolgens Rijnsweerd tot aan de Veemarkt. Dan verder over de Kardinaal de Jongweg door Tuindorp, door Overvecht over de Brailledreef en dan tussen Ondiep en Zuilen door over de Marnixlaan. De weg, de Sint Josephlaan, loopt verder door onder Station Utrecht Zuilen, gaat over in de Cartesiusweg en dan door Oog in Al over de Lessinglaan, Joseph Haydnlaan en Pijperlaan om weer aan te sluiten op de Beneluxlaan bij het 24-Oktoberplein.
Verkeer dat in het centrum van Utrecht van de ene naar de andere wijk wil, zal in toenemende mate worden gedwongen eerst uit het centrum naar deze ring te rijden en via een andere invalsweg weer het centrum in te gaan. Het doorsteken van het centrum met de auto wordt daarmee tegengegaan in een poging om de luchtkwaliteit te verbeteren, waardoor deze verdeelring tot een belangrijker verkeersader zal groeien.
Gaandeweg werd het de gemeente Utrecht duidelijk dat de stadsring sluipverkeer aantrekt dat de files op de snelwegen van de ringweg wil vermijden, en onnodig en ongewenst binnenstedelijke verkeersstromen in stand houdt. Vanaf 2012 zijn er daarom zogenaamde zachte knips ingevoerd: langdurig rood licht voor doorgaand verkeer, dat daardoor de suggestie krijgt uit te wijken naar de ringweg. In 2016 is begonnen met het omvormen van de stadsring tot tweebaans stadsboulevards, te beginnen met de 't Goylaan.